# Marlattiella
Marlattiella is een geslacht van vliesvleugeligen uit de familie Aphelinidae. De wetenschappelijke naam van dit geslacht is voor het eerst geldig gepubliceerd in 1907 door Howard.

## Soorten
Het geslacht Marlattiella omvat de volgende soorten:
- Marlattiella maculata Hayat, 1974
- Marlattiella prima Howard, 1907